# Закон о защите личных сведений и электронных документов
«Закон о защите личных сведений и электронных документов» (далее «Закон») — нормативный акт, регулирующий обращение с конфиденциальной информацией в Канаде. Он устанавливает, как организации частного сектора экономики собирают, используют и раскрывают личную информацию в ходе коммерческих операций. Кроме того, «Закон» содержит различные положения, регламентирующие использование электронных документов. «Закон» вводился для повышения доверия потребителей к электронной коммерции, а также был призван убедить Европейский союз в том, что Канадское законодательство является приемлемым для защиты личной информации граждан Европейского союза. В соответствии с разделом 29 «Закона», часть I («Защита личной информации в частном секторе») должна пересматриваться Парламентом Канады каждые пять лет. Первый парламентский пересмотр состоялся в 2007.
«Закон» частично включает в себя и обобщает положения кодекса о защите личных данных Ассоциации Стандартов Канады, разработанного в 1995 году. Существует ряд исключений, в которых информация может собираться, использоваться и раскрываться без согласия ее владельца. Например, угроза национальной безопасности, международные дела или чрезвычайные ситуации. Согласно «Закону», личная информация также может быть раскрыта без ведома или согласия на это в случае правоприменения, будь то федеральное, региональное или иностранное. Существуют также исключения к правилу предоставления доступа физическому лицу к его или ее личной информации. К таким ограничениям относят информацию, которая с большой степенью вероятности будет раскрывать личную информацию о третьей стороне; информацию, которая не может быть раскрыта по определенным правовым, коммерческим или причинам безопасности информации, которая защищена адвокатской тайной.

## Основные положения
Вводится определение личной информации: любая информация о лице, кроме имени, должности, адреса работы или номера телефона сотрудника внутри организации.
«Закон» наделяет граждан правами
- знать, зачем организация собирает, использует или раскрывает их личную информацию;
- право на то, что организация будет собирать, использовать или раскрывать свою личную информацию обоснованно и надлежащим образом, а не использовать эту информацию для любых целей, кроме тех, на которые они согласились;
- знать, кто в организации несет ответственность за защиту своей личной информации;
- ожидать от организации защиты своей личной информации путем принятия надлежащих мер безопасности;
- право на то, что личная информация, которую организация держит в своих руках, должна быть точной, полной и актуальной;
- получать доступ к их личной информации и при необходимости запрашивать исправления;
- обжаловать то, как организация обрабатывает свою личную информацию, если они (граждане) считают, что их права на неприкосновенность частной жизни не были соблюдены.

«Закон» обязывает организации
- получать согласие, когда они собирают, используют или раскрывают личную информацию;
- предоставлять клиенту продукт или услугу, даже если он отказывается от согласия на сбор, использование или раскрытие своей личной информации, если эта информация не является существенной для транзакции;
- собирать информацию честными и законными средствами;
- иметь политику защиты личных сведений, которая является понятной и доступной.

## Исполнение
«Закон» исполнялся в три этапа. Начиная с 2001 года, «Закон» применялся к отраслям экономики, контролируемым федеральным управлением (например, авиакомпании, банки телерадиовещание). В 2002 году «Закон» был расширен и охватил здравоохранение. С 2004 года любая организация, собирающая личную информацию в процессе коммерческой деятельности, попадала под «Закон», кроме канадских провинций, имеющих «схожие по существу» законы о защите данных. По состоянию на Октябрь 2018 года, семь канадских провинций обладают такими законами, которые признаны «схожими по существу» с «Законом»:
- «„Закон“ о защите личной информации в частном секторе» (Квебек).[9]
- «„Закон“ о защите личной информации» (Британская Колумбия).[10]
- «„Закон“ о защите личной информации» (Альберта).[11]
- «„Закон“ о защите личной информации о здоровье» (Онтарио), «в отношении хранителей информации о здоровье».
- «„Закон“ о конфиденциальности и доступе к личной медицинской информации» (Нью-Брансуик),[12], «в отношении хранителей информации о здоровье».
- «„Закон“ о личной медицинской информации» (Ньюфаундленд и Лабрадор),[13], «в отношении хранителей информации о здоровье».
- «„Закон“ о личной медицинской информации» (Новая Шотландия), «в отношении хранителей информации о здоровье».
- «Меморандум о взаимопонимании» между Альбертой и Британской Колумбией.[14]

Примеры положений таких законов:

### «Закон о защите личной информации» (Британская Колумбия)
- Согласие на сбор личной информации
- Сбор личной информации, ограниченной в разумных целях
- Ограничение использования и раскрытия личной информации
- Ограничение доступа к личной информации
- Сохраненная личная информация должна быть точной и полной.
- Определяется роль ответственного за конфиденциальность
- Политики и правила действия в случае нарушения конфиденциальности
- Меры по проведению процедур обжалования
- Специальные правила трудовых отношений

- здесь под термином «хранитель информации» надо понимать организацию или уполномоченного в ней человека, получившего личные сведения клиента

### «Закон о защите личной информации о здоровье» (Онтарио)
«Закон о защите личной информации о здоровье», установленный в 2004 году, описывает правила обращения с конфиденциальными сведениями для хранителей информации о здоровье в Онтарио, Канада. Нарушения этого закона направляются в Комиссию по информации и конфиденциальности в Онтарио.
«Закон о защите личной информации о персонале» выполняет три важные функции:
- Организовывает сбор, использование и раскрытие личной информации о здоровье хранителями этой информации.
- Предоставляет пациентам право запрашивать доступ и исправлять их записи личной информации о здоровье, содержащуюся у хранителя медицинской информации.
- Налагает административные требования на хранителей информации в отношении таких записей.

## Поправки[17]
18 июня 2015 года «Закон о цифровой конфиденциальности» (законопроект С-4) дополнил «Закон». В числе нововведений: упрощение процедуры проведения операций в бизнесе, требование об обязательном сообщении о нарушениях, расширенные полномочия для уполномоченного по конфиденциальности.
В «Законе» излагаются основные правила, согласно которым организации частного сектора могут собирать, использовать или раскрывать личную информацию в ходе коммерческой деятельности. Он также применяется к федеральным процессам и бизнесу в отношении личной информации сотрудника. «Закон» дает отдельным лицам право на доступ и исправление личной информации, которую эти организации могли успеть собрать о них.
В целом, «Закон» применяется к коммерческой деятельности организаций во всех провинциях, за исключением организаций, которые собирают, используют или раскрывают личную информацию исключительно в провинциях, которые имеют свои собственные законы о конфиденциальности. В таких случаях это скорее аналогичный провинциальный закон, который будет применяться вместо основного, хотя последний продолжает применяться к на федеральным уровне и по отношению к коммерческим межпровинциальным или международным передачам личной информации.

## Средства правовой защиты
«Закон» автоматически не подразумевает права обжаловать нарушения закона. Вместо этого он следует модели омбудсмена, в которой жалобы принимаются в Управление уполномоченного по вопросам конфиденциальности Канады. Уполномоченный обязан расследовать жалобу и подготовить отчет по его завершению. Отчет необязателен для сторон, а является рекомендацией. Уполномоченный не имеет каких-либо полномочий для контроля за соблюдением, возмещение убытков или штрафов за взыскание. Организация, на которую поступила жалоба, не обязана следовать рекомендациям. Заявитель, имея в своем распоряжении отчет, может затем направить его в Федеральный суд Канады. Организация не может передать дело суду, поскольку отчет не является решением, и «Закон» явным образом не предоставляет отвечающей организации право на это.
В разделе 14 «Закона» заявителю предоставляется право обратиться в Федеральный суд Канады для слушания в отношении предмета жалобы. Суд имеет право приказать организации исправить свою деятельность, обнародовать шаги, которые она предпримет, и возместить ущерб.

## Предлагаемый законопроект C-475
В результате ощутимого недостатка в правовой системе Канады в отношении защиты личных сведений, в феврале 2013 года депутатом Шармейн Борг был предложен Закон о каннабисе, выставляющий на рассмотрение несколько поправок к «Закону». Законопроект C-475 был отстранен[что?] в январе 2014.